# Río Dâmbovița
El río Dâmbovița (en rumano: Râul Dâmbovița) es un río de Rumania, el principal afluente del río Arges, a su vez, afluente del río Danubio.
El río Dâmboviţa nace en las montañas Făgăraș. Su curso pasa por Bucarest hasta desembocar en el río Argeș a 258 kilómetros de su origen en Budești, en la provincia de Călărași.
El distrito de Dâmbovița recibe su nombre por el río, ya que gran parte de su recorrido pasa por esta provincia rumana.
El río transcurre por las siguientes comunas, poblaciones y ciudades:
- Dragoslavele
- Malu cu Flori
- Cândeşti
- Vulcana-Băi
- Voineşti
- Măneşti
- Dragomireşti
- Lucieni
- Nucet
- Conteşti
- Lunguleţu
- Bucarest (capital de Rumania)
- Plătăresti
- Vasilaţi
- Budeşti